# Kurt Wires
Kurt Oskar Wires (ur. 28 kwietnia 1919 w Helsinkach, zm. 22 lutego 1992 w Espoo) – fiński kajakarz. Trzykrotny medalista olimpijski.
Brał udział w dwóch igrzyskach (IO 48, IO 52) i na obu olimpiadach zdobywał medale. W 1948 startował w jedynce i zajął drugie miejsce na dystansie 10 000 metrów. Cztery lata później, przed własną publicznością, wywalczył dwa złote medale w dwójkach. Partnerował mu Yrjö Hietanen.